# Campeonato Mundial de Media Maratón
El Campeonato Mundial de Media Maratón es una competición anual de media maratón organizada por la Asociación Internacional de Federaciones de Atletismo (siglas IAAF en inglés). Se disputó ininterrumpidamente de 1992 a 2005, siendo reemplazado entre 2006 y 2007 por el «Campeonato Mundial de Carrera en Ruta», una carrera de 20 kilómetros que tuvo su acontecimiento inaugural en 2006 en Debrecen, Hungría. En 2008, volvió a su nombre original de «Campeonato Mundial de Media Maratón» que continúa hasta la fecha, retomando las carreras de media maratón.

## Ediciones
Ediciones en amarillo fueron organizadas como «Campeonatos Mundiales de Carrera en Ruta»
| Año  | Edición | Ciudad              | País        | Fecha     | Núm. de atletas | Núm. de naciones      |
| ---- | ------- | ------------------- | ----------- | --------- | --------------- | --------------------- |
| 1992 | 1.ª     | Newcastle A Tyne    | Reino Unido | 19-20 sep | 204             | 36                    |
| 1993 | 2.ª     | Bruselas            | Bélgica     | 3 oct     | 254             | 49                    |
| 1994 | 3.ª     | Oslo                | Noruega     | 24 sep    | 215             | 47                    |
| 1995 | 4.ª     | Montbéliard–Belfort | Francia     | 1 oct     | 247             | 54                    |
| 1996 | 5.ª     | Palma de Mallorca   | España      | 29 sep    | 209             | 53                    |
| 1997 | 6.ª     | Košice              | Eslovaquia  | 3 oct     | 228             | 45                    |
| 1998 | 7.ª     | Uster               | Suiza       | 27 sep    | 236             | 54                    |
| 1999 | 8.ª     | Palermo             | Italia      | 3 oct     | 193             | 48                    |
| 2000 | 9.ª     | Veracruz            | México      | 12 nov    | 182             | 52                    |
| 2001 | 10.ª    | Bristol             | Reino Unido | 7 oct     | 202             | 52                    |
| 2002 | 11.ª    | Bruselas            | Bélgica     | 5 may     | 201             | 60                    |
| 2003 | 12.ª    | Vilamoura           | Portugal    | 4 oct     | 171             | 49                    |
| 2004 | 13.ª    | Nueva Delhi         | India       | 3 oct     | 152             | 55                    |
| 2005 | 14.ª    | Edmonton            | Canadá      | 1 oct     | 156             | 43                    |
| 2006 | 15.ª    | Debrecen            | Hungría     | 8 oct     | 141             | 42 (20 carrera de km) |
| 2007 | 16.ª    | Udine               | Italia      | 14 oct    | 148             | 41                    |
| 2008 | 17.ª    | Río de Janeiro      | Brasil      | 12 oct    | 157             | 43                    |
| 2009 | 18.ª    | Birmingham          | Reino Unido | 11 oct    | 158             | 39                    |
| 2010 | 19.ª    | Nanning             | China       | 16 oct    | 123             | 30                    |
| 2012 | 20.ª    | Kavarna             | Bulgaria    | 6 oct     | 147             | 42                    |
| 2014 | 21.ª    | Copenhague          | Dinamarca   | 29 mar    | 201             | 56                    |
| 2016 | 22.ª    | Cardiff             | Reino Unido | 26 mar    | 174             | 49                    |
| 2018 | 23.ª    | Valencia            | España      | 24 mar    | 279             | 80                    |
| 2020 | 24.ª    | Gdynia              | Polonia     | 17 oct    | 227             | 53                    |

## Récords
| \| Tipo \| Tiempo \| Atleta(s) \| Nacionalidad \| Edición \| \| ---------------------- \| ------- \| ------------------------------------------------------------------------ \| ------------ \| ------- \| \| Carrera masculina \| 58:49 \| Jacob Kiplimo \| Uganda \| 2020 \| \| Carrera femenina \| 1:05:16 \| Peres Jepchirchir \| Kenia \| 2020 \| \| Por equipos masculinos \| 2:58:10 \| Kibiwott KANDIE 58:54 Leonard BARSOTON 59:34 Benard KIMELI 59:42 \| Kenia \| 2020 \| \| Por equipos femeninos \| 3:16:39 \| Yalemzerf YEHUALAW 1:05:19 Zeineba YIMER 1:05:39 Ababel YESHANEH 1:05:41 \| Etiopía \| 2020 \| |         |                                                                          |              |         |
| Tipo | Tiempo  | Atleta(s)                                                                | Nacionalidad | Edición |
| Carrera masculina | 58:49   | Jacob Kiplimo                                                            | Uganda       | 2020    |
| Carrera femenina | 1:05:16 | Peres Jepchirchir                                                        | Kenia        | 2020    |
| Por equipos masculinos | 2:58:10 | Kibiwott KANDIE 58:54 Leonard BARSOTON 59:34 Benard KIMELI 59:42         | Kenia        | 2020    |
| Por equipos femeninos | 3:16:39 | Yalemzerf YEHUALAW 1:05:19 Zeineba YIMER 1:05:39 Ababel YESHANEH 1:05:41 | Etiopía      | 2020    |

## Medallistas
Clave
     Medallistas en amarillo ganaron en los Campeonatos Mundiales de Carretas en Carretera

### Hombres

#### Individual
| Evento       | Oro                                         | Plata                                    | Bronce                                      |
| ------------ | ------------------------------------------- | ---------------------------------------- | ------------------------------------------- |
| 1992         | Benson Masya ( Kenia) 1:00:24               | Antonio Silio ( Argentina) 1:00:40       | Boay Akonay ( Tanzania) 1:00:45             |
| 1993         | Vincent Rousseau Bélgica) 1:01:06           | Steve Moneghetti Australia) 1:01:10      | Carl Thackery Reino Unido) 1:01:13          |
| 1994         | Khalid Skah ( Marruecos) 1:00:27            | Germán Silva ( México) 1:00:28           | Ronaldo da Costa ( Brasil) 1:00:54          |
| 1995         | Moses Tanui ( Kenia) 1:01:45                | Paul Yego ( Kenia) 1:01:46               | Charles Tangus ( Kenia) 1:01:50             |
| 1996         | Stefano Baldini ( Italia) 1:01:17           | Josephat Kiprono ( Kenia) 1:01:30        | Tendai Chimusasa ( Zimbabue) 1:02:00        |
| 1997         | Shem Kororia ( Kenia) 59:56 CR              | Moses Tanui ( Kenia) 59:58               | Kenneth Cheruiyot ( Kenia) 1:00:00          |
| 1998         | Paul Koech ( Kenia) 1:00:01                 | Hendrick Ramaala ( Sudáfrica) 1:00:24    | Khalid Skah ( Marruecos) 1:00:24            |
| 1999         | Paul Tergat ( Kenia) 1:01:50                | Hendrick Ramaala ( Sudáfrica) 1:01:50    | Tesfaye Jifar ( 1996) 1:01:51               |
| 2000         | Paul Tergat ( Kenia) 1:03:47                | Phaustin Baha Sulle ( Tanzania) 1:03:48  | Tesfaye Jifar ( 1996) 1:03:50               |
| 2001         | Haile Gebrselassie ( 1996) 1:00:03          | Tesfaye Jifar ( 1996) 1:00:04            | John Yuda Msuri ( Tanzania) 1:00:12         |
| 2002         | Paul Malakwen Kosgei ( Kenia) 1:00:39       | Jaouad Gharib ( Marruecos) 1:00:42       | John Yuda Msuri ( Tanzania) 1:00:57         |
| 2003         | Martin Lel ( Kenia) 1:00:49                 | Fabiano Joseph Naasi ( Tanzania) 1:00:52 | Martin Sulle ( Tanzania) 1:00:56            |
| 2004         | Paul Kirui ( Kenia) 1:02:15                 | Fabiano Joseph Naasi ( Tanzania) 1:02:31 | Abdullah Ahmad Hassan ( Catar) 1:02:36      |
| 2005         | Fabiano Joseph Naasi ( Tanzania) 1:01:08    | Mubarak Hassan Shami ( Catar) 1:01:09    | Yonas Kifle ( Eritrea) 1:01:13              |
| 2006 (20 km) | Zersenay Tadese ( Eritrea) 56:01            | Robert Kipkorir Kipchumba ( Kenia) 56:41 | Wilson Kebenei ( Kenia) 57:15               |
| 2007         | Zersenay Tadese ( Eritrea) 58:59            | Patrick Makau Musyoki ( Kenia) 59:02     | Evans Kiprop Cheruiyot ( Kenia) 59:05       |
| 2008         | Zersenay Tadese ( Eritrea) 59:56 =CR        | Patrick Makau Musyoki ( Kenia) 1:01:54   | Ahmad Hassan Abdullah ( Catar) 1:01:57      |
| 2009         | Zersenay Tadese ( Eritrea) 59:35 CR         | Bernard Kipyego ( Kenia) 59:59           | Dathan Ritzenhein ( Estados Unidos) 1:00:00 |
| 2010         | Wilson Kiprop ( Kenia) 1:00:07              | Zersenay Tadese ( Eritrea) 1:00:11       | Sammy Kitwara ( Kenia) 1:00:22              |
| 2012         | Zersenay Tadese ( Eritrea) 1:00:19          | Deressa Chimsa ( Etiopía) 1:00:51        | John Nzau Mwangangi ( Kenia) 1:01:01        |
| 2014         | Geoffrey Kipsang Kamworor ( Kenia) 59:08 CR | Samuel Tsegay ( Eritrea) 59:21           | Guye Adola ( Etiopía) 59:21                 |
| 2016         | Geoffrey Kipsang Kamworor ( Kenia) 59:10    | Bedan Karoki ( Kenia) 59:36              | Mo Farah ( Reino Unido) 59:59               |
| 2018         | Geoffrey Kipsang Kamworor ( Kenia) 1:00:02  | Abraham Cheroben ( Brunéi) 1:00:22       | Aron Kifle ( Eritrea) 1:00:32               |
| 2020         | Jacob Kiplimo ( Uganda) 58:49 CR            | Kibiwott Kandie ( Kenia) 58:54           | Amedework Walelegn ( Etiopía) 59:08         |

#### Competición por equipos
| Evento       | Oro                                                                                    | Oro        | Plata                                                                                              | Plata   | Bronce                                                                         | Bronce  |
| ------------ | -------------------------------------------------------------------------------------- | ---------- | -------------------------------------------------------------------------------------------------- | ------- | ------------------------------------------------------------------------------ | ------- |
| 1992         | Kenia Benson Masya Lameck Aguta Joseph Keino                                           | 3:02:25    | Reino Unido Dave Lewis Paul Evans Carl Thackery                                                    | 3:04:54 | Brasil · Artur Castro · Ronaldo da Costa · Delmir dos Santos                   | 3:05:56 |
| 1993         | Kenia Lameck Aguta Thomas Osano Joseph Cheromei                                        | 3:05:40    | Australia Steve Moneghetti John Andrews Pat Carroll                                                | 3:05:43 | Reino Unido Carl Thackery Mark Flint Dave Lewis                                | 3:06:10 |
| 1994         | Kenia Godfrey Kiprotich Shem Kororia Andrew Masai                                      | 3:03:36    | México · Germán Silva · Martín Pitayo · Benjamín Paredes                                           | 3:03:47 | Marruecos Khalid Skah Salah Hissou Abdelkadir Mouaziz                          | 3:05:58 |
| 1995         | Kenia Moses Tanui Paul Yego Charles Tangus                                             | 3:05:21    | España · Antonio Serrano · Bartolomé Serrano · Pablo Sierra                                        | 3:07:51 | Italia · Vincenzo Modica · Danilo Goffi · Giacomo Leone                        | 3:08:31 |
| 1996         | Italia · Stefano Baldini · Giacomo Leone · Vincenzo Modica                             | 3:07:42    | España · Carlos de la Torre · Alejandro Gómez · José Manuel García                                 | 3:08:36 | Japón Toshiyuki Hayata Masatoshi Ibata Katsuhiko Hanada                        | 3:08:43 |
| 1997         | Kenia Shem Kororia Moses Tanui Kenneth Cheruiyot                                       | 2:59:54 CR | Sudáfrica Hendrick Ramaala Gert Thys Makhosonke Fika                                               | 3:03:34 | Etiopía Abraham Assefa Lemma Alemayehu Tesfaye Tola                            | 3:03:46 |
| 1998         | Sudáfrica Hendrick Ramaala Gert Thys Abner Chipu                                       | 3:02:21    | Kenia Paul Koech Shem Kororia John Gwako                                                           | 3:03:07 | Etiopía Ibrahim Seid Girma Alemayehu Addis Abebe                               | 3:05:18 |
| 1999         | Sudáfrica Hendrick Ramaala Abner Chipu Muleki Nobanda                                  | 3:06:01    | Etiopía Tesfaye Jifar Tesfaye Tola Fekadu Degefu                                                   | 3:06:03 | Kenia Paul Tergat Laban Chege Sammy Korir                                      | 3:06:03 |
| 2000         | Kenia Paul Tergat Joseph Kimani David Ruto                                             | 3:11:38    | Etiopía Tesfaye Jifar Ibrahim Seid Gemechu Kebede                                                  | 3:14:45 | Bélgica · Koen Allaert · Guy Fays · Christian Nemeth                           | 3:18:35 |
| 2001         | Etiopía Haile Gebrselassie Tesfaye Jifar Tesfaye Tola                                  | 3:00:31    | Kenia Evans Rutto Peter Chebet Chris Cheboiboch                                                    | 3:02:53 | Tanzania John Yuda Phaustin Baha Sulle Benedict Ako                            | 3:05:08 |
| 2002         | Kenia Paul Malakwen Kosgei Charles Kamathi Paul Kirui                                  | 3:00:31    | Japón Atsushi Sato Toshihide Kat Kurao Umeki                                                       | 3:02:53 | Etiopía Tesfaye Jifa Amebesse Tolossa Worku Bikila                             | 3:05:08 |
| 2003         | Tanzania Fabiano Joseph Naasi Martin Sulle John Yuda                                   | 3:03:01    | Kenia Martin Lel John Cheruiyot Korir Yusuf Songoka                                                | 3:03:09 | Etiopía Tesfaye Tola Dereje Adere Mesfin Hailu                                 | 3:07:34 |
| 2004         | Kenia Paul Kirui John Cheruiyot Korir Wilson Kiprotich Kebenei                         | 3:07:55    | Etiopía Solomon Tsige Alene Emere Berhanu Addane                                                   | 3:08:37 | Uganda Wilson Busienei Martin Toroitich Joseph Nsubuga                         | 3:13:48 |
| 2005         | Etiopía Sileshi Sihine Abebe Dinkesa Leshane Yegezu                                    | 3:06:18    | Eritrea Yonas Kifle Yared Asmerom Tesfayohannes Mesfen                                             | 3:07:05 | Japón Kazuo Ietani Takayuki Matsumiya Takanobu Otsubo                          | 3:08:30 |
| 2006 (20 km) | Kenia Robert Kipchumba Wilson Kiprotich Kebenei Wilfred Taragon                        | 2:51:18    | Eritrea Zersenay Tadese Yonas Kifle Tesfayohannes Mesfen                                           | 2:53:19 | Etiopía Deriba Merga Tadesse Tola Demise Tsega                                 | 2:54:17 |
| 2007         | Kenia Patrick Makau Evans Cheruiyot Robert Kipchumba                                   | 2:58:54    | Eritrea Zersenay Tadese Yonas Kifle Michael Tesfay                                                 | 2:59:08 | Etiopía Deriba Merga Assefa Raji Tariku Jefar                                  | 3:01:15 |
| 2008         | Kenia Patrick Makau Musyoki Stephen Kipkoech Kibiwott Joseph Maregu                    | 3:07:24    | Eritrea Zersenay Tadese Michael Tesfay Mogos Ahferom                                               | 3:09:40 | Catar Ahmad Hassan Abdullah Essa Ismail Rashed Ali Dawoud Sedam                | 3:10:52 |
| 2009         | Kenia Bernard Kipyego Wilson Kipsang Kiprotich Wilson Kwambai Chebet                   | 3:01:06    | Eritrea Zersenay Tadese Samuel Tsegay Adhanom Abraha                                               | 3:02:39 | Etiopía Tilahun Regassa Dereje Tesfaye Abebe Negewo                            | 3:06:42 |
| 2010         | Kenia Wilson Kiprop Sammy Kitwara Silas Kipruto                                        | 3:01:32    | Eritrea Zersenay Tadese Samuel Tsegay Tewelde Estifanos                                            | 3:03:04 | Etiopía Lelisa Desisa Birhanu Bekele Asefa Mengstu                             | 3:05:26 |
| 2012         | Kenia John Nzau Mwangangi Pius Maiyo Kirop Stephen Kosgei Kibet                        | 3:03:52    | Eritrea Zersenay Tadese Tewelde Estifanos Kiflom Sium                                              | 3:04:41 | Etiopía Deressa Chimsa Belay Assefa Habtamu Assefa                             | 3:05:43 |
| 2014         | Eritrea Samuel Tsegay Zersenay Tadese Nguse Amlosom                                    | 2:58:59 CR | Kenia Geoffrey Kipsang Kamworor Wilson Kiprop Kenneth Kiprop Kipkemoi                              | 2:59:38 | Etiopía Guye Adola Adugna Takele Bonsa Dida                                    | 3:00:48 |
| 2016         | Kenia Geoffrey Kipsang KAMWOROR 59:10 Bedan Karoki MUCHIRI 59:36 Simon CHEPROT 1:00:12 | 2:58:58 CR | Etiopía Abayneh AYELE 59:59 Tamirat TOLA 1:00:06 Mule WASIHUN 1:01:11                              | 3:01:16 | Eritrea Abrar OSMAN 1:00:58 Nguse AMLOSOM 1:01:54 Hiskel TEWELDE 1:03:26       | 3:06:18 |
| 2018         | Etiopía Jemal YIMER 1:00:33 Getaneh MOLLA 1:00:47 Betesfa GETAHUN 1:00:54              | 3:02:14    | Kenia Geoffrey Kipsang KAMWOROR 1:00:02 Leonard Kiplimo BARSOTON 1:01:14 Barselius KIPYEGO 1:01:24 | 3:02:40 | Brunéi Abraham Naibei CHEROBEN 1:00:22 Aweke AYALEW 1:01:09 Albert ROP 1:01:21 | 3:02:52 |
| 2020         | Kenia Kibiwott KANDIE 58:54 Leonard BARSOTON 59:34 Benard KIMELI 59:42                 | 2:58:10 CR | Etiopía Amedework WALELEGN 59:08 Andamlak BELIHU 59:32 Leul GEBRESILASE 59:45                      | 2:58:25 | Uganda Jacob KIPLIMO 58:49 Joshua CHEPTEGEI 59:21 Victor KIPLANGAT 1:00:29     | 2:58:39 |

### Mujeres

#### Individual
| Evento       | Oro                          | Oro        | Plata                       | Plata   | Bronce                            | Bronce  |
| ------------ | ---------------------------- | ---------- | --------------------------- | ------- | --------------------------------- | ------- |
| 1992         | Liz McColgan (GBR)           | 1:08:53    | Megumi Fujiwara (JPN)       | 1:09:21 | Rosanna Munerotto (ITA)           | 1:09:38 |
| 1993         | Conceição Ferreira (POR)     | 1:10:07    | Mari Tanigawa (JPN)         | 1:10:09 | Tegla Loroupe (KEN)               | 1:10:12 |
| 1994         | Elana Meyer (RSA)            | 1:08:36 CR | Iulia Negura (ROU)          | 1:09:15 | Anuța Cătună (ROU)                | 1:09:35 |
| 1995         | Valentina Yegorova (RUS)     | 1:09:58    | Cristina Pomacu (ROU)       | 1:10:22 | Anuța Cătună (ROU)                | 1:10:28 |
| 1996         | Ren Xiujuan (CHN)            | 1:10:39    | Lidia Simon (ROU)           | 1:10:57 | Aurica Buia (ROU)                 | 1:11:01 |
| 1997         | Tegla Loroupe (KEN)          | 1:08:14 CR | Cristina Pomacu (ROU)       | 1:08:43 | Lidia Simon (ROU)                 | 1:09:05 |
| 1998         | Tegla Loroupe (KEN)          | 1:08:29    | Elana Meyer (RSA)           | 1:08:32 | Lidia Simon (ROU)                 | 1:08:58 |
| 1999         | Tegla Loroupe (KEN)          | 1:08:48    | Mizuki Noguchi (JPN)        | 1:09:12 | Catherine Ndereba (KEN)           | 1:09:23 |
| 2000         | Paula Radcliffe (GBR)        | 1:09:07    | Susan Chepkemei (KEN)       | 1:09:40 | Lidia Simon (ROU)                 | 1:10:24 |
| 2001         | Paula Radcliffe (GBR)        | 1:06:47 CR | Susan Chepkemei (KEN)       | 1:07:36 | Berhane Adere (ETH)               | 1:08:17 |
| 2002         | Berhane Adere (ETH)          | 1:09:06    | Susan Chepkemei (KEN)       | 1:09:13 | Jeļena Prokopčuka (LAT)           | 1:09:15 |
| 2003         | Paula Radcliffe (GBR)        | 1:07:35    | Berhane Adere (ETH)         | 1:09:02 | Benita Johnson (AUS)              | 1:09:26 |
| 2004         | Sun Yingjie (CHN)            | 1:08:40    | Lydia Cheromei (KEN)        | 1:09:00 | Constantina Tomescu (ROU)         | 1:09:07 |
| 2005         | Constantina Tomescu(ROU)     | 1:09:17    | Lornah Kiplagat (NED)       | 1:10:19 | Susan Chepkemei (KEN)             | 1:10:20 |
| 2006 (20 km) | Lornah Kiplagat (NED)        | 1:03:21 WR | Constantina Tomescu (ROU)   | 1:03:23 | Rita Jeptoo (KEN)                 | 1:03:47 |
| 2007         | Lornah Kiplagat (NED)        | 1:06:25 WR | Mary Keitany (KEN)          | 1:06:48 | Pamela Chepchumba (KEN)           | 1:08:06 |
| 2008         | Lornah Kiplagat (NED)        | 1:08:37    | Aselefech Mergia (ETH)      | 1:09:57 | Pamela Chepchumba (KEN)           | 1:10:01 |
| 2009         | Mary Keitany (KEN)           | 1:06:36 CR | Philes Ongori (KEN)         | 1:07:38 | Aberu Kebede (ETH)                | 1:07:39 |
| 2010         | Florence Kiplagat (KEN)      | 1:08:24    | Dire Tune (ETH)             | 1:08:34 | Peninah Arusei (KEN)              | 1:09:05 |
| 2012         | Meseret Hailu (ETH)          | 1:08:55    | Feyse Tadese (ETH)          | 1:08:56 | Paskalia Chepkorir Kipkoech (KEN) | 1:09:04 |
| 2014         | Gladys Cherono (KEN)         | 1:07:29    | Mary Wacera Ngugi (KEN)     | 1:07:44 | Selly Chepyego Kaptich (KEN)      | 1:07:52 |
| 2016         | Peres Jepchirchir (KEN)      | 1:07:31    | Cynthia Jerotich Limo (KEN) | 1:07:34 | Mary Wacera Ngugi (KEN)           | 1:07:54 |
| 2018         | Netsanet Gudeta Kebede (ETH) | 1:06:11 CR | Joyciline Jepkosgei (KEN)   | 1:06:54 | Pauline Kamulu (KEN)              | 1:06:56 |
| 2020         | Peres Jepchirchir (KEN)      | 1:05:16 CR | Melat Yisak Kejeta (GER)    | 1:05:18 | Yalemzerf Yehualaw (ETH)          | 1:05:19 |

#### Competición por equipos
| Evento       | Oro                                                                              | Oro         | Plata                                                                                                 | Plata   | Bronce                                                                                      | Bronce  |
| ------------ | -------------------------------------------------------------------------------- | ----------- | --- | ------- | ------------------------------------------------------------------------------------------- | ------- |
| 1992         | Japón Megumi Fujiwara Miyoko Asahina Eriko Asai                                  | 3:30:39     | Reino Unido Liz McColgan Andrea Wallace Suzanne Rigg                                                  | 3:33:05 | Rumania · Anuța Cătună · Iulia Negura · Aurica Buia                                         | 3:33:27 |
| 1993         | Rumania · Elena Murgoci · Anuța Cătună · Iulia Negura                            | 3:32:18     | Japón Mari Tanigawa Miyoko Asahina Akari Takemoto                                                     | 3:32:22 | Portugal Conceição Ferreira Albertina Machado Rosa Oliveira                                 | 3:34:12 |
| 1994         | Rumania · Iulia Negura · Anuța Cătună · Elena Fidatof                            | 3:29:03 CR  | Noruega · Hilde Stavik · Brynhild Synstnes · Grete Kirkeberg                                          | 3:33:36 | Japón Mari Tanigawa Mineko Watanabe Yukari Komatsu                                          | 3:35:39 |
| 1995         | Rumania · Cristina Pomacu · Anuța Cătună · Elena Fidatof                         | 3:31:29     | Rusia · Valentina Yegorova · Alla Zhilyaeva · Firiya Sultanova                                        | 3:33:12 | España · Ana Isabel Alonso · Rocío Ríos · Carmen Fuentes                                    | 3:34:26 |
| 1996         | Rumania · Lidia Simon · Aurica Buia · Nuța Olaru                                 | 3:33:05     | Francia Christine Mallo Zahia Dahmani Muriel Linsolas                                                 | 3:38:44 | Italia · Lucilla Andreucci · Annalisa Scurti · Sonia Maccioni                               | 3:41:28 |
| 1997         | Rumania · Cristina Pomacu · Lidia Simon · Nuța Olaru                             | 3:27:40 CR  | Kenia Tegla Loroupe Joyce Chepchumba Delilah Asiago                                                   | 3:27:57 | Japón Mari Sotani Noriko Geji Hiromi Katayama                                               | 3:31:38 |
| 1998         | Kenia Tegla Loroupe Joyce Chepchumba Leah Malot                                  | 3:29:43     | Rumania · Lidia Simon · Cristina Pomacu · Constantina Dita                                            | 3:32:19 | España · Julia Vaquero · María Luisa Larraga · Rocío Ríos                                   | 3:34:18 |
| 1999         | Kenia Tegla Loroupe Catherine Ndereba Joyce Chepchumba                           | 3:27:40 =CR | Japón Mizuki Noguchi Reiko Tosa Hiromi Katayama                                                       | 3:30:06 | Rusia · Valentina Yegorova · Lyudmila Biktashyova · Alina Ivanova                           | 3:31:49 |
| 2000         | Rumania · Lidia Simon · Mihaela Botezan · Cristina Pomacu                        | 3:34:22     | Japón Mizuki Noguchi Yukiko Okamoto Yasuko Hashimoto                                                  | 3:36:25 | Rusia · Lidiya Grigoryeva · Galina Aleksandrova · Zinaida Semenova                          | 3:45:41 |
| 2001         | Kenia Susan Chepkemei Isabella Ochichi Caroline Kwambai                          | 3:28:04     | Japón Mizuki Noguchi Yasuyo Iwamoto Takako Kotorida                                                   | 3:30:08 | Etiopía Berhane Adere Meseret Kotu Teyba Erkesso                                            | 3:30:20 |
| 2002         | Kenia Susan Chepkemei Pamela Chepchumba Lenah Cheruiyot                          | 3:28:22     | Rusia · Svetlana Zakharova · Lyudmila Petrova · Irina Safarova                                        | 3:30:05 | Etiopía Berhane Adere Asha Gigi Leila Aman                                                  | 3:30:58 |
| 2003         | Rusia · Lidiya Grigoryeva · Alla Zhilyaeva · Lyudmila Biktashyova                | 3:30:16     | Japón Mikie Takanaka Takako Kotorida Risa Hagiwara                                                    | 3:34:23 | Rumania · Constantina Tomescu-Dita · Luminița Talpoș · Nuța Olaru                           | 3:35:07 |
| 2004         | Etiopía Eyerusalem Kuma Bezunesh Bekele Teyba Erkesso                            | 3:36:00     | Rumania · Constantina Tomescu-Dita · Mihaela Botezan · Luminița Talpoș                                | 3:36:08 | Rusia · Irina Timofeyeva · Alina Ivanova · Yelena Burykina                                  | 3:38:21 |
| 2005         | Rumania · Constantina Tomescu-Dita · Mihaela Botezan · Nuța Olaru                | 3:31:00     | Rusia · Galina Bogomolova · Lidia Grigoryeva · Irina Timofeyeva                                       | 3:33:05 | Japón Terumi Asoshina Hiromi Ominami Yoko Yagi                                              | 3:35:42 |
| 2006 (20 km) | Kenia Rita Jeptoo Edith Masai Eunice Chepkorir                                   | 3:15:55     | Etiopía Dire Tune Teyba Erkesso Ashu Kasim                                                            | 3:18:50 | Japón Kayoko Fukushi Yurika Nakamura Ryoko Kizaki                                           | 3:19:00 |
| 2007         | Kenia Mary Keitany Pamela Chepchumba Everline Kimwei                             | 3:23:33     | Etiopía Bezunesh Bekele Atsede Habtamu Atsede Baysa                                                   | 3:25:51 | Japón Chisato Osaki Akane Taira Yoshimi Ozaki                                               | 3:27:39 |
| 2008         | Etiopía Aselefech Mergia Genet Getaneh Abebu Gelan                               | 3:30:59     | Kenia Pamela Chepchumba Peninah Arusei Julia Mumbi Muraga                                             | 3:31:24 | Japón Yukiko Akaba Miki Ohira Yuko Machida                                                  | 3:40:58 |
| 2009†        | Kenia Mary Keitany Philes Ongori Caroline Cheptanui Kilel                        | 3:22:30 CR  | Etiopía Aberu Kebede Mestawet Tufa Tirfi Tsegaye                                                      | 3:26:14 | Japón Yurika Nakamura Ryoko Kizaki Remi Nakazato                                            | 3:31:31 |
| 2010         | Kenia Florence Kiplagat Peninah Arusei Joyce Chepkirui                           | 3:26:59     | Etiopía Dire Tune Feyse Tadese Meseret Mengistu                                                       | 3:27:33 | Japón Yoshimi Ozaki Ryoko Kizaki Azusa Nojiri                                               | 3:33:40 |
| 2012         | Etiopía Meseret Hailu Feyse Tadese Emebt Etea                                    | 3:27:52     | Kenia Paskalia Chepkorir Kipkoech Lydia Cheromei Pauline Njeri Kahenya                                | 3:28:39 | Japón Tomomi Tanaka Mai Ito Asami Kato                                                      | 3:34:45 |
| 2014         | Kenia Gladys Cherono Mary Wacera Ngugi Selly Chepyego Kaptich                    | 3:23:05     | Etiopía Netsanet Gudeta Tsehay Desalegn Genet Yalew                                                   | 3:27:05 | Japón Sayo Nomura Risa Takenaka Reia Iwade                                                  | 3:31:33 |
| 2016         | Kenia Peres Jepchirchir Cynthia Jerotich Limo Mary Wacera Ngugi                  | 3:22:59     | Etiopía Netsanet Gudeta Genet Yalew Dehininet Demsew                                                  | 3:26:29 | Japón Yuka Ando Miho Shimizu Mizuki Matsuda                                                 | 3:32:25 |
| 2018         | Etiopía Netsanet GUDETA 1:06:11 Zeineba YIMER 1:08:07 Meseret BELETE 1:08:09     | 3:22:27 CR  | Kenia Joyciline JEPKOSGEI 1:06:54 Pauline Kaveke KAMULU 1:06:56 Zinash MEKONNEN ETH 11 Sep 96 1:08:30 | 3:23:02 | Brunéi Eunice Chebichii CHUMBA 1:07:17 Desi MOKONIN 1:08:10 Dalila ABDULKADIR 1:08:12       | 3:23:39 |
| 2020         | Etiopía Yalemzerf YEHUALAW 1:05:19 Zeineba YIMER 1:05:39 Ababel YESHANEH 1:05:41 | 3:16:39 CR  | Kenia Peres JEPCHIRCHIR 1:05:16 Joyciline JEPKOSGEI 1:05:58 Brillian Jepkorir KIPKOECH 1:06:56        | 3:18:10 | Alemania · Melat Yisak KEJETA 1:05:18 · Laura HOTTENROTT 1:10:49 · Rabea SCHÖNEBORN 1:12:35 | 3:28:42 |

†: En 2009 el equipo de Rusia fue inicialmente 3ª (3:31:23), pero fue superada por Japón después de la descalificación de Inga Abitova. Su resultado fue anulado el 10 de octubre de 2009 por quebrantar las reglas antidopaje.